# Тинејџерско лето
Тинејџерско лето (енгл. Teen Beach Movie) амерички је тинејџерски филм са елементима комедије и мјузикла. Режију потписује Џефри Хорнадеј, док главне улоге тумаче Рос Линч и Маја Мичел. Премијера је приказана 19. јула 2013. године, а емитовао га је Disney Channel. Наставак, Тинејџерско лето 2, приказан је 26. јуна 2015. године.

## Улоге
| Глумац        | Улога   |
| ------------- | ------- |
| Рос Линч      | Брејди  |
| Маја Мичел    | Макензи |
| Грејс Фипс    | Лела    |
| Гарет Клејтон | Танер   |